# Fontaine-les-Coteaux

Fontaine-les-Coteaux este o comună în departamentul Loir-et-Cher, Franța. În 1 ianuarie 2022 avea o populație de 326 de locuitori.